# 泰特現代藝術館
泰特現代藝術館（英語：Tate Modern）是位於英國倫敦的現代藝術博物館。博物館隸屬泰特美術館集團，其集團並設有泰特不列顛、泰特利物浦、泰特圣艾夫斯及泰特在線。曾展出作品有奥拉维尔·埃利亚松的《天气计划》。

## 历史
泰特現代藝術館的建築物前身是座落於泰晤士河的河畔發電站。當初由建築師贾莱斯·吉尔伯特·斯科特設計。1981年發電站停止運作。而後由瑞士建築事務所赫爾佐格和德梅隆的建築師，雅克·赫爾佐格（Jacques Herzog）和皮埃爾·德·梅隆（Pierre de Meuron）將之改造成博物館。現在館藏有亨利·馬蒂斯、畢加索及馬克·羅斯科等大師的作品。

## 藝術館新館
為了容納更多人潮，2004年起規劃在舊館的南邊建立現代化類似金字塔的建築，耗資2.6億英鎊，樓高10層樓，增加了2萬平方公尺的展示空間。

## 著名的藏品

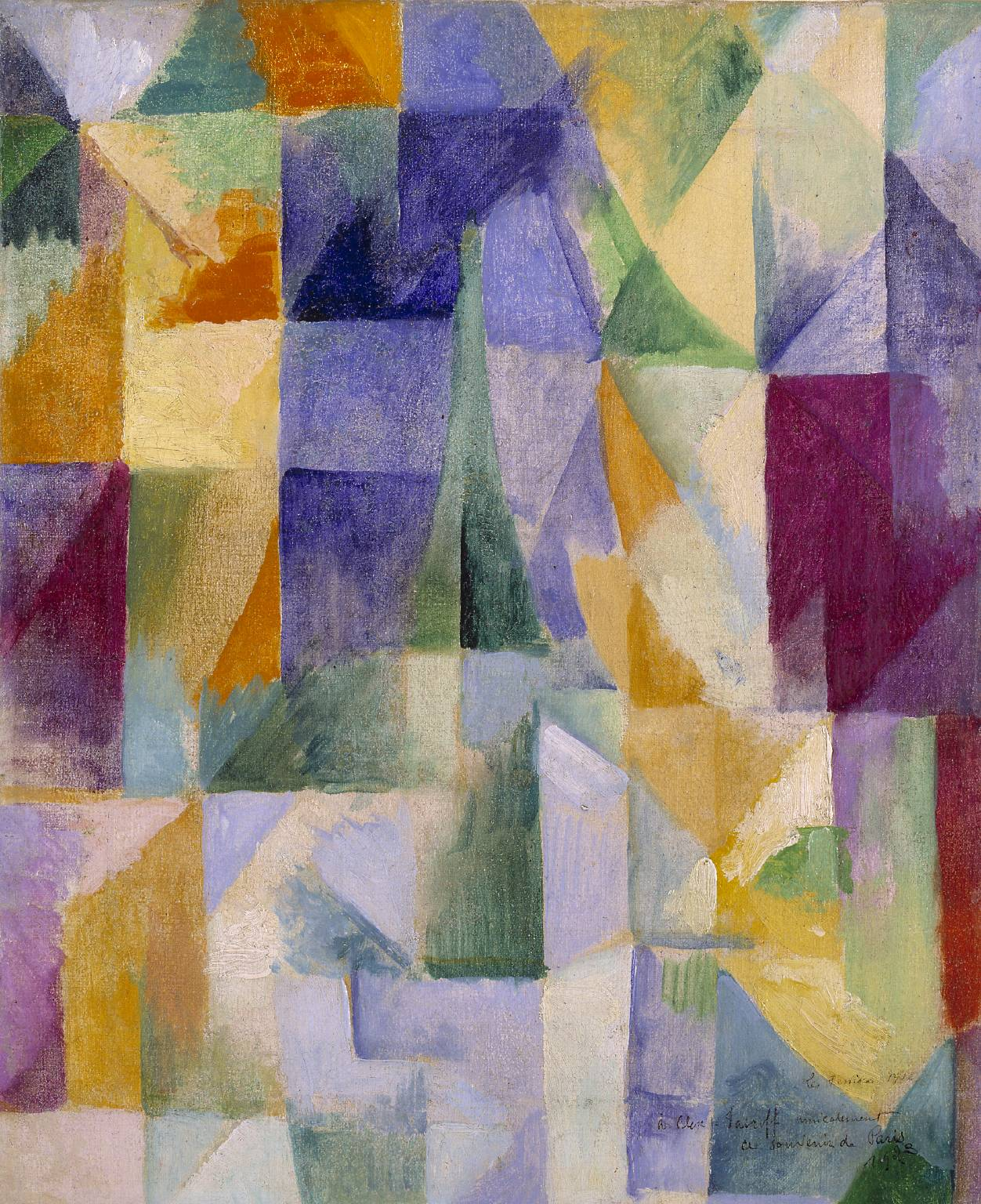
羅伯特·德勞內《窗戶同時打開（第一部分，第三主題）》
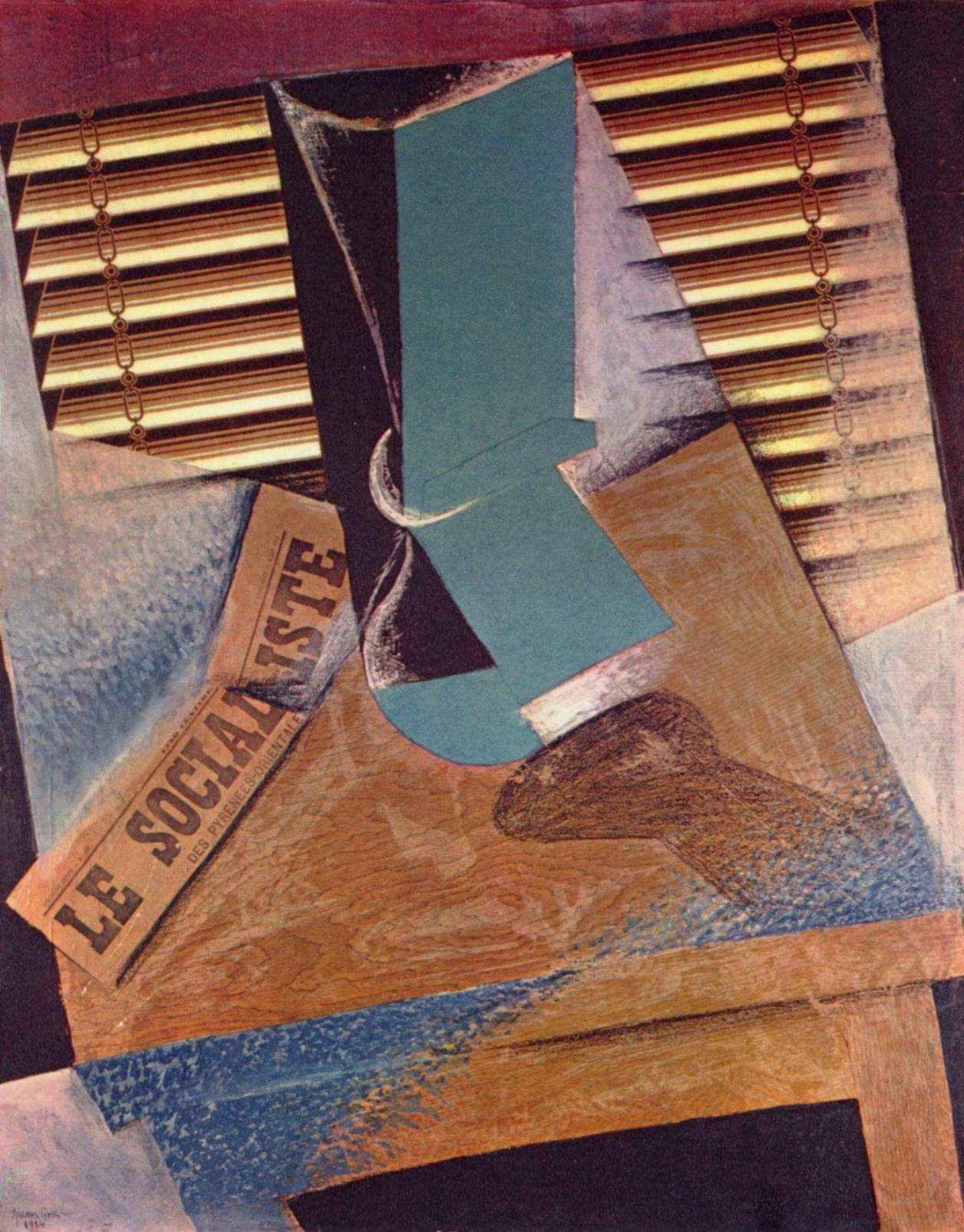
胡安·格里斯《日盲》
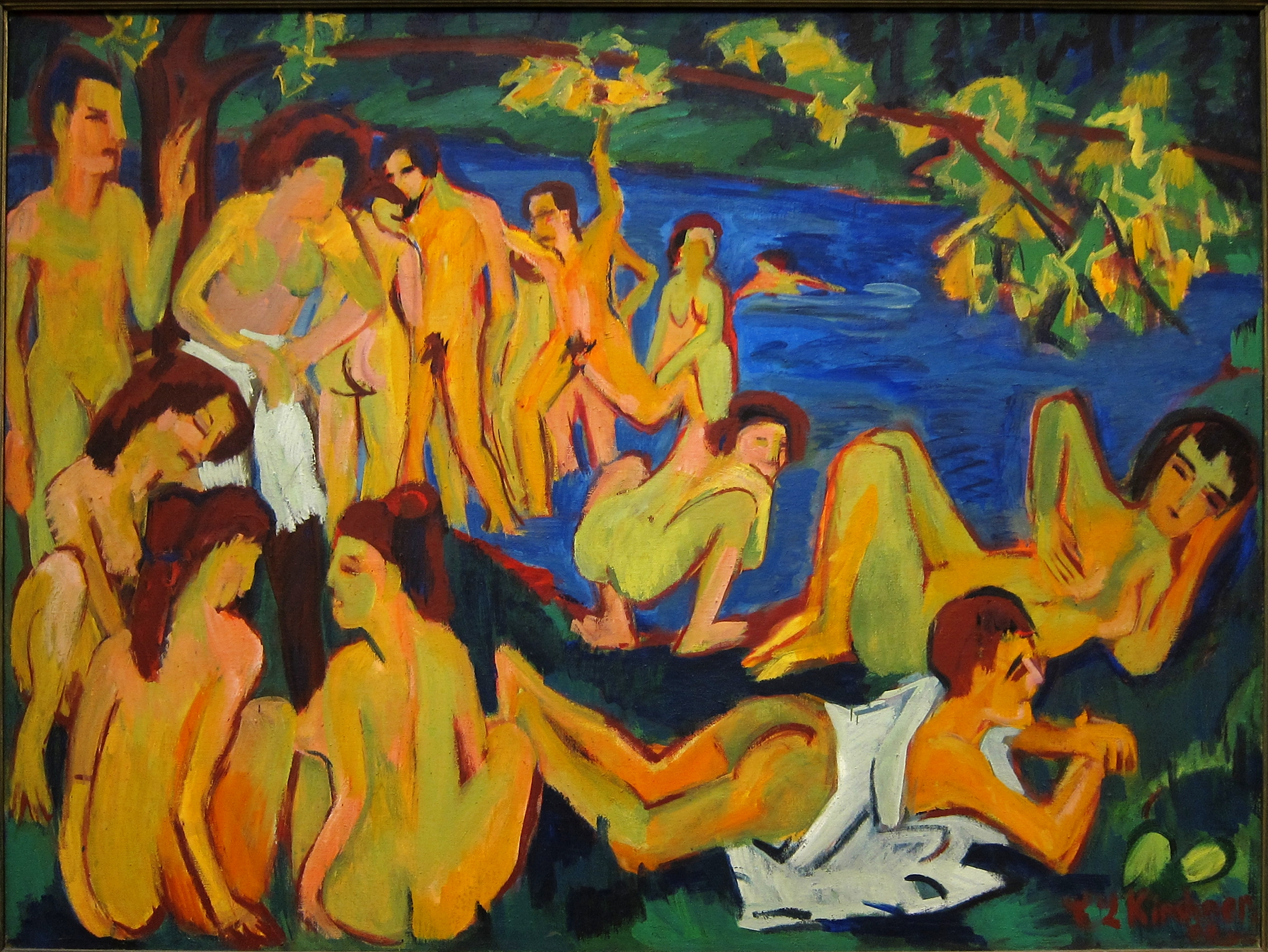
恩斯特《莫里茨堡的沐浴者》
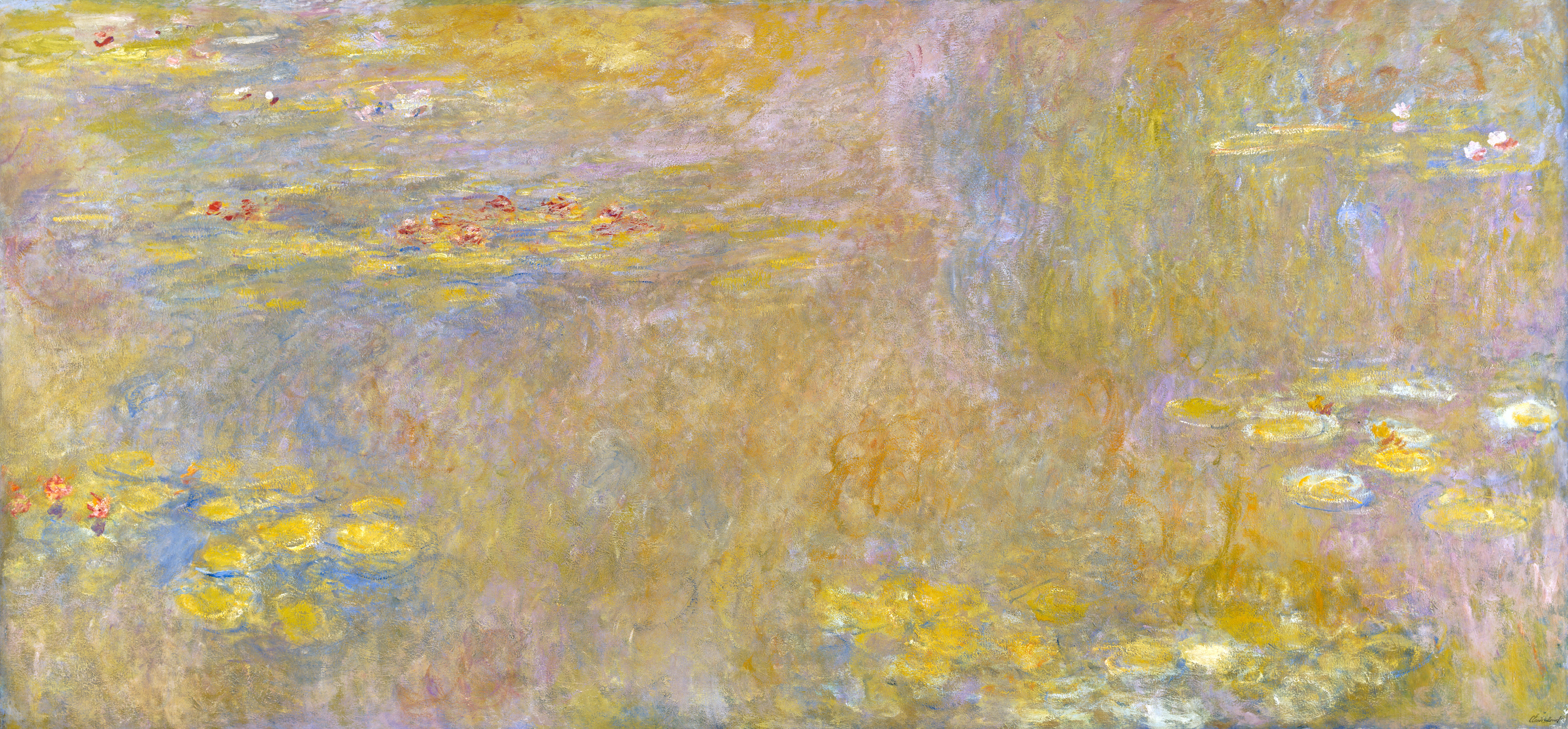
莫內《睡蓮》
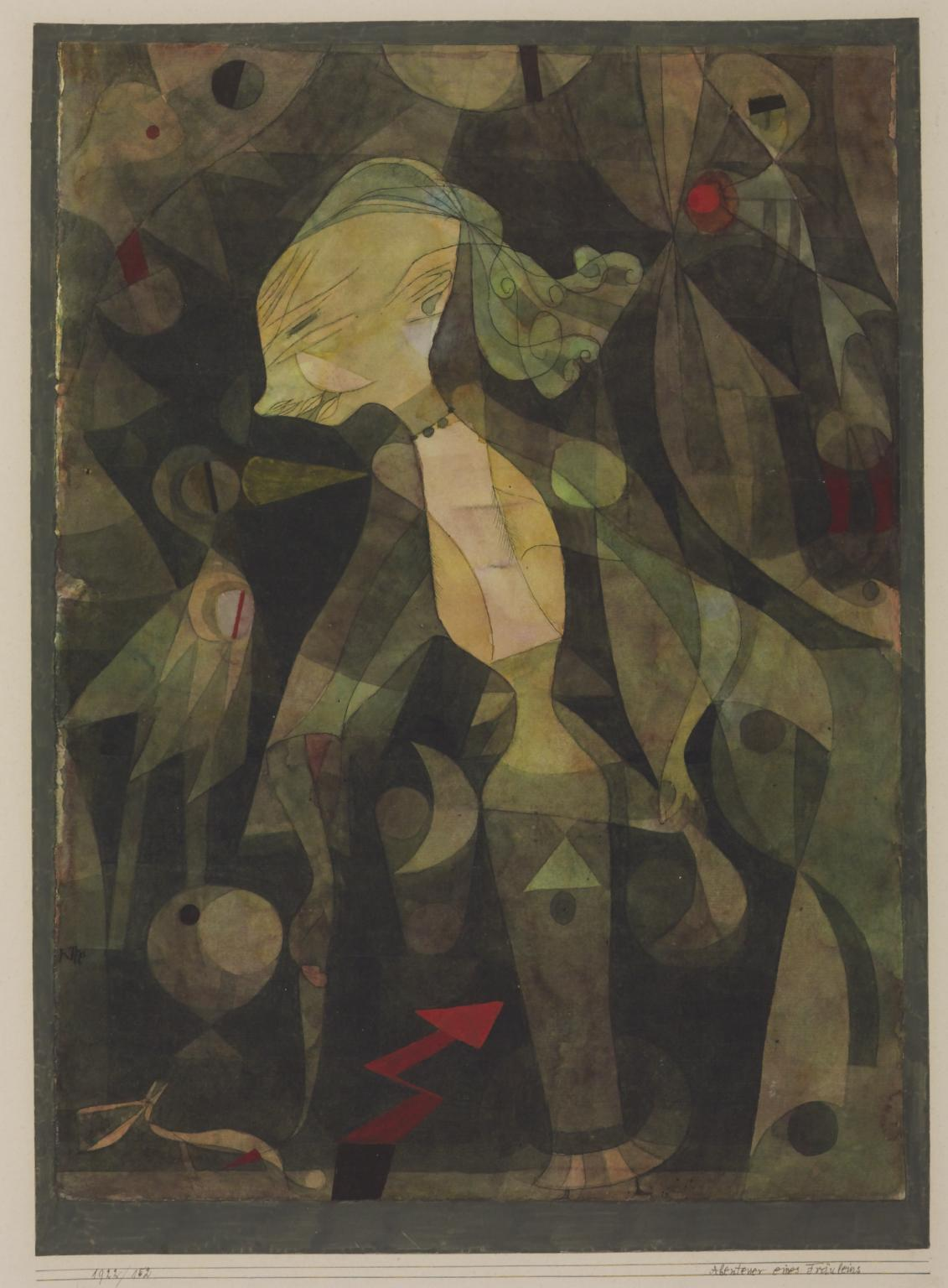
保羅·克利《少女的冒險》
保羅·克利《魔王之夜》

## 参見
- 赫佐格和德默隆